# Afro-omanís
Els afro-omanís (o khwal - omanís negres) són les persones de la diàspora africana que viuen a Oman, a la Península Aràbiga. La història d'Oman està molt relacionada amb l'Àfrica oriental, ja que el sultanat de Zanzíbar va ser part de l'imperi omaní d'Al-Bu Said durant els segles xviii i xix. Hi ha hagut molts lligams entre les persones d'Oman i de les illes d'Àfrica Oriental.
Oman va ser l'últim país que va abolir l'esclavitud de la zona de l'oceà Índic l'any 1970. Tot i que segons la llei tots els omanís tenen els mateixos drets, els afrodescendents d'Oman encara són discriminats i tractats com a ciutadans de segona classe, ja que la majoria sobreviuen treballant en feines menors els índexs de pobresa d'aquesta comunitat és superior a la mitjana nacional.

## Cultura
El tanburah és l'estil musical i la dansa tradicional dels descendents dels esclaus africans d'Oman. Aquesta rep el nom de l'instrument musical homònim que és una lira de sis cordes d'origen africà que s'utilitza en la majoria dels rituals per curar les persones posseïdes pels esperits i en les cerimònies de les defuncions i els casaments. Hi ha diverses varietats regionals de tanburah, però en general consisteix en homes o dones que ballen en fila seguint el ritme del tanburah, percussions i cinturons de cascavells i que canten responent a un cantant solista. Aquest estil musical i les cerimònies a les que acompanya la seva representació es basen directament en estils musicals i rituals d'Etiòpia i el Sudan. Les cançons es canten en idiomes africans que els cantants no entenen.
L'etnomusicòleg Majid al-Harthy ha analitzat la música i els rituals que representen els afro-omanís de la ciutat de Sur, que està relacionada amb la música i danses africanes. Afirma que els rituals sagrats de curació que practiquen a Oman provenen de gèneres seculars africans com el mdema. Diu que els músics de Sur no només emfatitzen la identitat nacional omaní, si no que també expressen les seves arrels africanes. Les cançons que interpreten estan escrites en llengües africanes com el suahili i la música es toca amb instruments d'Àfrica oriental. Això és una mostra de l'herència africana d'Oman.

## Sociologia i discrimació racial
Els omanís negres pateixen i han patit al llarg de la història de discriminació social per part de la resta de la població del país. A Oman no es va abolir l'esclavitud fins a l'any 1970 i això és una de les causes que encara a l'actualitat siguin tractats com a ciutadans de segona classe, tot i que legalment, tots els omanis siguin iguals davant la llei.
Els afro-omanís han estat silenciats i invisibilitzats per la resta de la població del país. Els omanís fan comentaris sarcístics i racistes sobre els negres, tot i que n'aprecien la seva música. Normalment creuen que els negres tenen pitjor educació, pitjors aspiracions i que només són bons per a treballs manuals. Tot i que la seva situació hagi millorat des de l'abolició de l'esclavitud, el racisme encara és viu en la societat omanita.